# Araksz
Az Araksz (vagy Arasz, Arax, Araxi, Araxész, Araz, Yeraskh; törökül Aras, örményül Արաքս, perzsául ارس, azeriül Araz, kurdul Aras vagy Araz; oroszul Аракс) folyó, amely a következő országokat keresztezi, vagy érinti: Törökország, Örményország, Irán és Azerbajdzsán. Hossza 955 kilométer, vízgyűjtője 102 000 km², és ezzel a Kaukázus egyik legnagyobb folyója.

## Leírása
A törökországi Erzurum közelében ered. Digortól délkeletre veszi fel az Arpaçay folyó vizét a régi örmény főváros, Ani szomszédságában, ezután a török-örmény határon folyik, majd elhalad a Törökországot az azerbajdzsáni Nahicseván exklávéval összekötő korridor közelében. Ezután az iráni-nahicseváni, majd az iráni-örmény határon folyik, később az iráni-azerbajdzsáni határon, majd behatol Azerbajdzsánba, ahol Szabirabad falunál a Kurával (Azerbajdzsánban Kür) találkozik. A folyó neve innentől Kür, mert a Kura vízgyűjtője ugyan kisebb, de a két folyó találkozásánal vízszintje kétszer magasabb az Arakszénál.
Jobb oldali (déli) fő mellékfolyói: Zangmar, Szariszo, Ghotour, Hadzsilar,  Kalibarr, Ilghena, Darreh és Balha. Bal oldali (északi) mellékfolyói: Ghareszo, Arpaçay, Metszamor, Hrazdan, Azat, Vedi, Arpa, Vorotan, Voghdji, Megri, Khacsin, Okhcsi, Kuri és Kandlan.

## Galéria

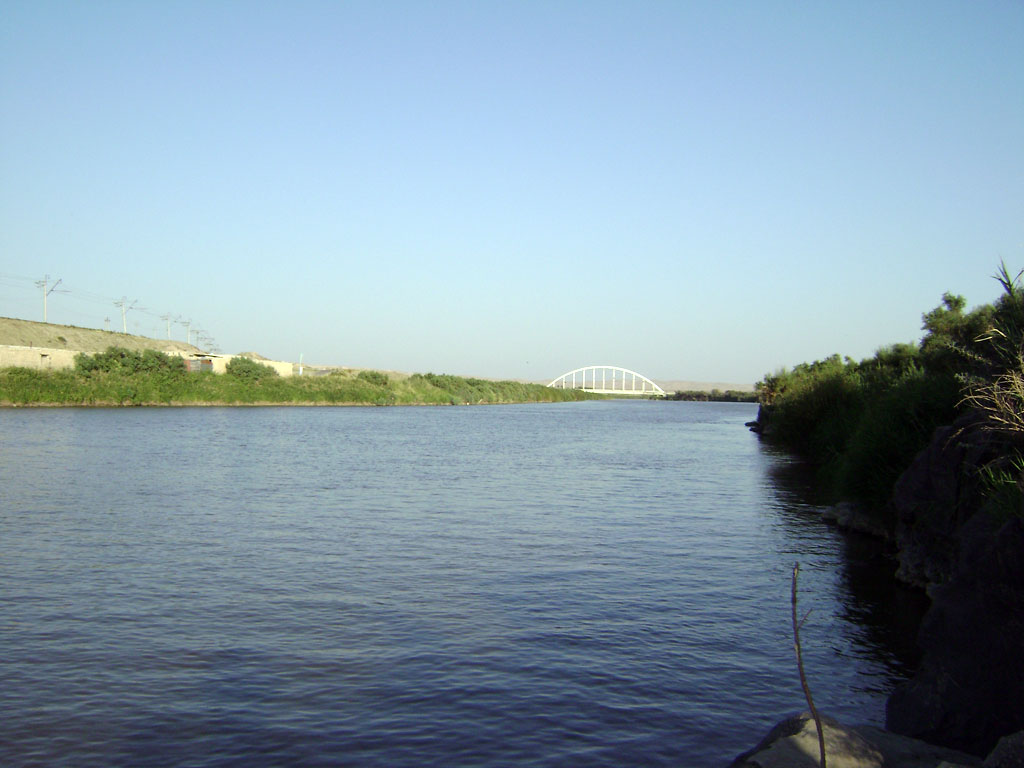
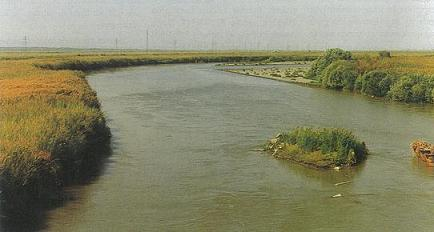